# Global Ocean Observing System
Das Global Ocean Observing System, kurz GOOS, ist ein System aus Wetterstationen, Messsatelliten und Treibbojen.

## Koordination
Maßgeblich wird das Projekt koordiniert von der Scripps Institution of Oceanography an der Universität von San Diego in den USA.

## Global Drifter
Derzeit treiben insgesamt 1250 Messbojen über die Weltmeere. Diese werden Global Drifter genannt. Sie haben die Größe eines Balles. Sie erfassen die Wassertemperaturen und den Salzgehalt. Die Datenübertragung erfolgt via Satellit.

## Argo-Floats
Diese Messbojen sind eine Weiterentwicklung der Global Drifter, sind zirka zwei Meter lang und 30 Kilogramm schwer. Die Argo-Floats können bis zu 2000 Meter tief tauchen und hierbei die Wassertemperatur, Druck und den Salzgehalt bestimmen. Zwecks Datenübertragung via Satellit tauchen sie alle zehn Tage wieder auf. Der Tauchvorgang wird über eine künstliche Schwimmblase gesteuert. Bis Ende Oktober 2007 wurden 3000 Exemplare dieser Messbojen ausgesetzt.

## Zielsetzung
Die Daten sollen der Meeres- und Klimaforschung zugutekommen. In Deutschland werden die gewonnenen Daten vom Deutschen Wetterdienst in Offenbach am Main ausgewertet.
Die zahlreichen Bojen treiben auch in den Zonen der Weltmeere, in denen Schiffe nur selten fahren. Somit liefern die Bojen riesige Datenmengen zur Ergänzung der Klimamodelle und zur Erstellung besserer Wetterberichte. Das GOOS-Messnetz ist einer der Teilbereiche des Global Earth Observation System of Systems (GEOSS). Die Ergebnisse wiederum werden dann etwa auch im Netzwerk (UNEP-GRID) des Umweltprogramms der Vereinten Nationen veröffentlicht.